# Andrea Vendrame
Andrea Vendrame (né le 20 juillet 1994 à Conegliano) est un coureur cycliste italien, membre de l'équipe AG2R Citroën. Il a notamment remporté une étape sur le Tour d'Italie 2021 et sur le Tour d'Italie 2024.

## Biographie
Andrea Vendrame commence le cyclisme à l'âge de 6 ans (G1) à la SC Santa Lucia. 
En 2015, il s'illustre sur le calendrier italien, en remportant chez les amateurs le Giro del Belvedere et le Trophée Mario Zanchi. L'année suivante, il rejoint Zalf Euromobil Désirée Fior, un club italien réputé pour former les jeunes coureurs. En avril, alors qu'il s'entraine en Italie, il est gravement blessé après avoir été heurté par une voiture qui lui a coupé la route. Il subit des coupures et des cicatrices profondes après avoir traversé la fenêtre de la voiture et doit vivre depuis avec des éclats de verre dans le cou, après avoir eu besoin de 60 points de suture internes et 50 points de suture externes,. Malgré cela, il revient à la compétition durant l'été et obtient de nombreuses places d'honneur. Il est notamment médaillé de bronze du championnat d'Europe sur route espoirs à Plumelec, derrière Aleksandr Riabushenko et Bjorg Lambrecht. 
En 2017, il passe professionnel au sein de l'équipe italienne de deuxième division Androni Giocattoli-Sidermec, une formation où il restera trois saisons. Dès sa première année, il décroche sa première victoire internationale lors d'une étape du Tour de Bretagne. En mai 2018, après plusieurs top 10 sur des courses françaises (dont une troisième place sur Paris-Camembert), il dispute son premier grand tour avec le Tour d'Italie. En 2019, il réalise la meilleure saison de sa carrière. Après une troisième place sur le Grand Prix de l'industrie et de l'artisanat de Larciano, il remporte la dernière étape du Circuit de la Sarthe, termine deuxième  du Tour du Finistère et gagne le Tro Bro Leon. Peu après, il est au départ du Tour d'Italie, où il se classe deuxième de la 19e étape derrière Esteban Chaves. Il poursuit sa saison sur sa lancée et termine notamment quatrième des Trois vallées varésines, ainsi que cinquième du championnat d'Italie et du Tour de Slovénie.
Ses bonnes performances lui permettent de rejoindre en 2020 l'équipe World Tour AG2R La Mondiale. Pour sa première saison chez AG2R, il est quatrième du Trofeo Laigueglia, du championnat d'Italie sur route et de Paris-Camembert. Sur les classiques World Tour, il est onzième de Milan-San Remo et quinzième de la Bretagne Classic remportée par l'Australien Michael Matthews. Lors du Tour d'Italie, disputé exceptionnellement en octobre, il obtient quatre tops 10 sur des étapes. En décembre, il est frappé par un automobiliste lors d'un entrainement.
Il confirme ses résultats en 2021, où il gagne la 12e étape du Tour d'Italie à l'issue d'une échappée, après avoir devancé au sprint son dernier adversaire Chris Hamilton. En juin, il remporte la 1re étape de la Route d'Occitanie et porte le maillot de leader du classement général de cette course pendant deux jours. Il est ensuite deuxième de la Classic Grand Besançon Doubs, battu au sprint par Biniam Girmay.
Testé positif au SARS-CoV-2, Vendrame est non-partant lors de la septième étape du Tour d'Espagne 2022.
Une nouvelle infection au SARS-CoV-2 le contraint à renoncer à prendre le départ de la onzième étape du Tour d'Italie 2023. En septembre, son équipe annonce la prolongation de son contrat jusqu'en fin d'année 2025.

## Palmarès

### Palmarès amateur
- 2010
  - Gran Premio Nuova SAM SRL
  - Gran Premio Toni Tormena
- 2012
  - Gran Premio Garage Miramonti
- 2015
  - Giro del Belvedere
  - Trophée Mario Zanchi
  - Notturna Cochi Boni
  - Giro della Provincia di Belluno
  - 2e de la Coppa d'Inverno
  - 3e de la Coppa Città di Este
  - 3e de la Coppa Giulio Burci
  - 3e de la Coppa Città di San Daniele
- 2016
  - 2e du Grand Prix de la ville de Felino
  - 2e du Trofeo Sportivi di Briga
  - 2e du Giro del Casentino
  - 2e du Grand Prix Colli Rovescalesi
  - 2e de la Ruota d'Oro
  - 2e du Trofeo Gavardo Tecmor
  - 2e du Tour de Lombardie amateurs
  - 3e du Mémorial Daniele Tortoli
  -  3e du championnat d'Europe sur route espoirs
  - 3e du Trofeo Comune di Lamporecchio
  - 3e de la Coppa Collecchio

### Palmarès professionnel
- 2017
  - 7e étape du Tour de Bretagne
- 2018
  - 3e de Paris-Camembert
- 2019
  - 4e étape du Circuit de la Sarthe
  - Tro Bro Leon
  - 2e du Tour du Finistère
  - 3e du Grand Prix de l'industrie et de l'artisanat de Larciano
- 2021
  - 12e étape du Tour d'Italie
  - 1re étape de la Route d'Occitanie
  - 2e du Classic Grand Besançon Doubs
- 2023
  - 2e du Trofeo Laigueglia
  - 3e de la Muscat Classic
- 2024
  - 19e étape du Tour d'Italie
  - 2e du Trofeo Laigueglia
- 2025
  - 3e étape de Tirreno-Adriatico

## Résultats sur les grands tours

### Tour d'Italie
8 participations
- 2018 : 90e
- 2019 : 55e
- 2020 : 50e
- 2021 : 50e, vainqueur de la 12e étape
- 2022 : 155e
- 2023 : non-partant (11e étape)
- 2024 : 46e, vainqueur de la 19e étape
- 2025 : 35e

### Tour d'Espagne
2 participations
- 2022 : non-partant (7e étape)
- 2023 : 95e

## Classements mondiaux
| Année                                 | 2015 | 2016 | 2017 | 2018 | 2019 | 2020 | 2021 | 2022 | 2023 | 2024 |
| ------------------------------------- | ---- | ---- | ---- | ---- | ---- | ---- | ---- | ---- | ---- | ---- |
| Classement mondial                    |      | 448e | 315e | 370e | 81e  | 74e  | 163e | 198e | 131e | 166e |
| UCI Europe Tour                       | 247e | 240e | 144e | 193e | 67e  | 61e  | 141e | 161e | nc   | 136e |
|                                       |      |      |      |      |      |      |      |      |      |      |
| Légende : nc = non classéSource : UCI |      |      |      |      |      |      |      |      |      |      |